# Chathamaalscholver
De chathamaalscholver (Phalacrocorax featherstoni) is een zeevogel uit de familie Phalacrocoracidae (aalscholvers). Het is een bedreigde, endemische vogelsoort op de Chathameilanden. De vogel is vernoemd naar Isaac Featherstone, een hoge koloniaal ambtenaar in Nieuw-Zeeland en later in Londen.

## Kenmerken
De vogel is 63 cm lang. In het broedkleed is de vogel van boven grotendeels zwart met een staalblauwe glans. De borst en buik zijn lichtgrijs. De naakte huid op de kop rond het oog is groen, verder heeft de vogel een opvallende, dubbele kuif. Na de broedtijd verdwijnt de kuif en wordt de huid op de kop dof geel.

## Verspreiding en leefgebied
Deze soort is endemisch op de Chathameilanden, inclusief de kleinere omringende eilanden waaronder Pitt Island, Mangere Island, Little Mangere, South East Island en nog meer. De vogels broeden daar in kolonies van 5 tot 20 paren aan rotsige kusten.

## Status
De chathamaalscholver heeft een beperkt verspreidingsgebied en daardoor is de kans op uitsterven aanwezig. De grootte van de populatie werd in 2011/12 door BirdLife International geschat 1300 individuen. Hoewel de meeste nesten op zeer ontoegankelijke plaatsen liggen, bestaat het gevaar van predatie door invasieve zoogdiersoorten zoals katten, varkens, honden en ratten. De over  de periode 1997-2011 geconstateerde afname in populatie-aantallen kan ook samenhangen met klimaatverandering. Om deze redenen staat deze soort als bedreigd op de Rode Lijst van de IUCN.